# 失速

拱形翼型所產生的升力與攻角之間關係的示例。對於機翼來說，這種關係通常由其輪廓以及長寬比決定。攻角大於失速角时，翼的升力将递减，飞机无法稳定飞行。

在流體動力學，失速（英語：stall）是指翼型气动攻角（Angle of attack）增加到一定程度（达到临界值）时，翼型所產生的升力（lift force）突然减小、飛機的飛行高度快速降低的一种状态。失速并不意味著引擎停止了工作或飛機失去了前進的速度。
由於大部份有關失速的討論都與航空有關，以下集中論述失速與飛機（固定翼飛機）的關係。

## 飛機的失速
對於大部份飛機，如果發生失速飛機就會立即開始下降。此時飛行員要增加空速從而讓機翼可以以較小的攻角產生足夠的升力來擺脫失速狀態。一旦從失速中恢復，氣流就可以重新平穩地從機翼上下流過。如果操作得當，整個過程並不危險並且只會損失較小的高度。飛行員在訓練時通常會被指導如何識別，避免失速以及如何讓飛機從失速中恢復，而展示在失速時控制飛機的能力是獲得資格認證所必須的。一般來講，失速最危險的情形只出現在沒有足夠的高度來恢復到正常狀態的時候，比如飛機正在起飛、著陸或者翻越障礙。
一種特殊的情形是飛機在失速的同時繞偏擺軸進行自旋，被稱為尾旋。這主要是由於兩側機翼出現不協調的失速，飛機圍繞失速嚴重的一側機翼方向發生旋轉造成的。由於這個飛行狀態具有很高的下降率且会对机体结构造成极大破坏，所以在低空條件下如不及時改出是十分危險的。

## 接近失速時的徵兆
飛機接近失速狀態時的一個徵兆是對控制的反應遲滯，因為接觸各個安定面的氣流變弱了。而一旦飛機進入失速狀態，由於機翼旁形成的湍流，機體可能會產生抖動 (buffet)。另一方面，現代飛機通常都具有失速警告。接近失速速度時，駕駛杆上安裝的抖杆器會被啟動（機上的警報器會發出 Stall ~ Stall 的警報音），從而使駕駛杆發生好似失速狀態時的抖動，提示駕駛員飛機已經接近失速狀態，以便駕駛員能夠提前採取措施。另外還有聲音警告的提示方式。對於電腦控制的飛機，在正常法則下飛行時，由於電腦系統提供的安全保護，攻角通常是不會達到引起失速的大小的。

## 失速速度
飞机是否失速取決於攻角的大小，也有空速快慢的原因。實際應用中經常會使用到“失速速度”的概念，指的就是處於該空速下，空氣因空速過低而可能無法順利通過機翼導致空氣滯留，所以升力缺失。一架处于失速速度（臨界值）的飞机可以爬升，但一架低于失速速度的飞机无法爬升。當飛機做平穩的飛行時，需要升力與重力與推力和阻力之間達成平衡，即需要升力的大小基本保持恒定。而空速越慢的飛機就需要越小的攻角來保持足夠的空速以致於不會發生升力缺失，所以若飛機的速度下降就要同時減小攻角。隨著速度不斷降低，到了某一點攻角越過臨界值時，飛機將再也無法獲得足夠的升力，於是開始向下墜落。這一點的速度就被稱為失速速度。

## 爬升和轉向時的失速

转向失速的图解。

當飛機進行爬升或轉向的時候，因為需要額外的升力來提供加速度，飛機會在一個更高的速度就發生失速。這個速度可能大大超出正常的失速速度。
一般地，飞机侧倾角度和失速速度的增幅的关系如下：
| 角度 | 增幅 |
| ---- | ---- |
| 30°  | 1.07 |
| 45°  | 1.19 |
| 60°  | 1.41 |
比如，当飞机处于45°倾角时，失速速度是正常平飞时的1.19倍。

## 失速的詳細原因
对于翼型而言，失速的主要原因一般是大攻角下，上翼面的邊界層分離而导致的上下翼面压差降低。而对应三角翼，主要原因是三角翼前缘涡破裂。

## 失速及应对不当引起的事故
中华航空006号班机使用波音747SP飞机，从台北於下午4:40起飞，预定於当地时间下午1:25降落在洛杉磯国际机场。在1985年2月19日，该航班突然发生意外，导致机上其中两名乘客重伤以及飞机受到严重的损毁。原因是该飞机飞行十小时之后，其中一具引擎失去动力。虽然当时仍有数分鐘可以处理这个状况，但是飞行员仍无法成功控制因引擎失效所导致的不平衡推力。这架飞机最后失速不断翻滚并以接近音速的速度下坠9000公尺，并同时受到高速与高压的冲击。最后飞行员重新控制飞机并转降在旧金山国际机场。
伯根航空301号班机是一架隶属土耳其的一间包机公司伯根航空的波音757-23A，1996年2月6日，飞机于多米尼加共和国首都圣多明哥起飞后五分钟突然向左倾侧，摔进海里，机上189人（含机组员），无一生还。其后的空难原因调查揭示仪器发生错误的主要原因是飞机驾驶舱外下方的皮托管受损或被堵塞。飞机起飞后约一分钟，驾驶员将飞机设定为自动飞行状态。此时飞机的仰角提高，出现这种状态，是因为飞机空速过高，自动驾驶系统便会抬高机鼻以达至减速效果。但自动驾驶系统只是以机上的仪表显示的资讯给予反应，虽然当时机长的空速表显示飞机超速，可是实际上，副机长的空速表所显示的速度不断减少，却是飞机当时的真正状况。机长却忽略副机长的显示器，因而鲁莽地将节流阀往后拉，结果导致飞机失速。当飞机失速时，副机长及后备机长曾向机长建议让飞机机鼻朝下，让飞机以俯冲姿态，令空气在飞机机翼下流过产生升力，飞机便可停止下坠，但当时机长对机员建议完全没有回应。可能是机长当时已方寸大乱，又或是机长认为他有相当驾驶757的经验，自尊心令他忽视只有75小时驾驶757经验的副机长的建议。无论如何，他们错过仍有足够高度下挽救飞机的机会，最终导致189人死亡。
西加勒比海航空708号班机是西加勒比航空公司的包机。2005年8月16日（星期二），该架包机坠毁于委内瑞拉北部的山区，导致机上152名乘客和8名机组人员全部罹难。这架包机为麦克唐纳-道格拉斯公司的MD-82，从巴拿马的巴拿马城托库门国际机场（ICAO：MPTY）起飞，前往马提尼克的法兰西堡（ICAO：TFFF）。机长在探讨机身积冰的问题后把会降低推力的除冰系统关闭，但是后来又打开结果导致飞机在FL330无法保持高度，最后在机组下降到FL310之前飞机进入深度失速。但是机组向塔台汇报称一个引擎熄火，随后汇报第二个引擎也熄火，（实际上是机长对飞机仪表数据做出的错误判断。）于是机长请求在马拉开波进行紧急迫降。飞机以近10000ft/min的速度快速下降一直没有从深度失速状态改出。最后飞机在当地时间3:45am（世界协调时的7:45am）坠毁于委内瑞拉苏利亚州西部马奇奎斯的一个牧场（距离哥伦比亚边境约30公里），机上160人无人生还。
法国航空447号班机于2009年5月31日从里约热内卢起飞，飞往巴黎，这是一架空客A330-200型客机。航班在35,000英尺的高空巡航飞行一个半小时之后遇到风暴，用于测量风速的皮托管被冻住。由于空速测量失效，飞行控制系统计算机已无法自行处理，于是它们把飞机控制权移交给两名飞行员（移交控制权的时候会发出警报声）。不可思议的是，驾驶飞机的副机长博南决定迅速攀升到飞机的最大升限38,000英尺——也就是在这个时候飞机开始失速，飞机进入气流的角度太大以致于机翼无法提供足够的升力。尽管失速的警报一直在响、另一位机师和机长极力挽回，但是博南对警报置之不理，仍然让机鼻保持朝上——然而事实上飞机正笔直地坠向大海。博南所要做的只是把机鼻拉下来，让飞机重新获得升力——但是他没有这么做。这次悲剧共导致228人遇难，其发生的关键性因素就是失速警报被忽略。法国民航安全调查分析局质疑飞行员对于这样的警报所给予的“最低关注度”。“飞行员的训练并不能够提供确实的证据来确保飞行员获得相关的技能。”
- 2008年美軍B-2轟炸機墜毀事故